# Битва за Спарту (272 р. до н. е.)
Битва за Спарту – спроба епірського царя Пірра оволодіти Спартою під час його походу на Пелопоннес у 272 р. до н.е.

## Передумови битви
У 274 р. до н.е. Пірр, котрий повернувся з невдалої італійської війни, відібрав у Антигона II Гоната  Македонію. Хоча епірець не мав твердої опори у своєму новому царстві, його дієва натура вимагала нових завойовницьких походів. В цих умовах спартанець Клеонім (котрий, до речі, також колись здійснив невдалу італійську кампанію) зміг підбити Пірра до походу на Пелопоннес. Клеонім знаходився у конфлікті зі своїми співгромадянами, котрі колись не допустили його до спартанського престолу через сумнівні моральні якості, а тепер ще насміхались над ним через зраду набагато молодшої дружини.
Пірр виступив на південь з великим військом – 25 тисяч піхотинців, 2 тисячі вершників та 24 слона. Як зазначає Плутарх, сам масштаб експедиції показує, що метою Пірра було підкорити весь Пелопоннес, а не просто здобути для Клеоніма владу у Спарті. 
Коли епірець перебував у Мегалополі, то запевнив прибулих до нього спартанських послів, що не має наміру нападати на їх державу. Сам же вирушив уперед, розорюючи на своєму шляху землі Лаконіки. Коли чергові посли зі Спарти звинуватили його у обмані та початку неоголошеної війни, Пірр відповів лише, що саме так полюбляють робити лакедемонці, та продовжив свій рух на головне місто області. 

## Штурм Спарти
Клеонім радив Пірру здійснити нічний штурм міста, проте епірський цар відхилив цю пропозицію, не бажаючи щоб Спарту розграбували (він розраховував, що при денному світлі буде легше контролювати воїнів). До того ж Пірр не очікував великих проблем при штурмі, оскільки в Спарті було мало захисників – цар Арей I тоді вирушив на Крит для допомоги місту Гортина. Як наслідок, спартанці встигли приготуватись до оборони. Місто не мало укріплень, оскільки за традицією покладалось на звитягу своїх воїнів. Тепер спартанці вирили на найбільш зручному для атаки напрямку ров довжиною чверть кілометра, обабіч якого лінію укріплень продовжували вози, вриті колесами у землю – це, зокрема, повинне було попередити атаку ворожих слонів. Значну кількість роботи виконали жінки, котрі відмовились евакуюватись на Крит та узялись за земляні роботи, щоб надати воїнам можливість відпочити перед битвою. На світанку спартанська молодь озброїлась та зайняла позиції у рова.     
Пірр з важкою піхотою рушив до рову, проте подолати його було нелегко. Його син Птолемей з галатами підійшов до загородження із возів та почав розбирати його. Але Акротат (який, до речі, був тим самим коханцем дружини Клеоніма) із трьома сотнями воїнів обійшов Птолемея під прикриттям рел’єфу та напав на нього. Галати прийшли у безлад, штовхали один одного і падали у ров  та між возів. Нарешті, вони заледве змогли відступити. На тій ділянці, де перебував Пірр, битва тривала до ночі, проте без суттєвих зрушень.
Наступного дня Пірр відновив штурм рову, котрий намагались закидати (до того ж там накопичувались тіла та зброя загиблих). Сам Пірр верхи пробрався між ровом та возами, проте в цей час стріла поцілила його коня. Поранена тварина скинула вершника, на допомогу якому кинулись його бійці. Нарешті, спартанцям вдалось відтіснити ворога назад. Пірр знову наказав зупинити битву, розраховуючи після відпочинку легко завершити її, оскільки більшість захисників були вже вбиті та поранені.
Втім, в цей момент на підмогу оборонцям Спарти прибув загін найманців з Коринфу (головний опорний пункт Антигона Гоната на Пелопоннесі), а слідом за тим в місто з 2 тисячами воїнів вступив сам цар Арей, котрий прибув з Криту. Пірр відійшов від Спарти та рушив до Аргосу, намагаючись привести це важливе місто на свою сторону.